# Debbe Dunning
Debra Dunning (ur. 11 lipca 1966 w Burbank w stanie Kalifornia, USA) – amerykańska aktorka.